# إيسر دي إكس 900
أسير DX900 (بالإنجليزية: Acer DX900)‏ هو هاتف ذكي من إيسر يعمل بنظام ويندوز موبايل، تم طرحه في الأسواق في الربع الثاني من عام 2009.

## الخصائص
- نظام التشغيل: ويندوز موبايل
- الكاميرا الأمامية: 3 ميجابكسل
- الشاشة: شاشة لمس إل سي دي 640 × 480
- الوزن: 147 غرام
- المعالج: 533 ميجا هرتز
- الذاكرة: 128 ميجابايت